# دان فولشاو
دان فولشاو (بالإنجليزية: Dan Fallshaw)‏ (مواليد 7 مارس 1973، سيدني)، هُو مُنتج ومُخرج ومصور سينمائي أسترالي.

## الجوائز والترشيحات
| السنة | حفل توزيع الجوائز                 | الجائزة                                       | العمل | النتيجة | مراجع |
| ----- | --------------------------------- | --------------------------------------------- | ----- | ------- | ----- |
| 2010  | مهرجان لوس أنجلوس للفيلم الأفريقي | أفضل فيلم وثائقي (بالاشتراك مع فيوليتا آيالا) | مسروق | فوز     | [ 2 ] |

## وصلات خارجية
- دان فولشاو على موقع IMDb (الإنجليزية)
- دان فولشاو على موقع ألو سيني (الفرنسية)
- دان فولشاو على موقع أول موفي (الإنجليزية)
- دان فولشاو على موقع كينوبويسك (الروسية)